# Quercus mespilifolia
Quercus mespilifolia är en bokväxtart som beskrevs av Nathaniel Wallich och A.Dc. Quercus mespilifolia ingår i släktet ekar, och familjen bokväxter. Inga underarter finns listade.